# Aït Khellili
Aït Khellili (en tamazight : ⴰⵜ ⵅⵍⵉⵍⵉ) est une commune de la wilaya de Tizi Ouzou, dans la région de Kabylie en Algérie. Le chef-lieu de la commune est situé dans le village de Tandlest .

## Géographie

### Situation
La commune d'Aït Khellili se situe au centre de la wilaya de Tizi Ouzou. Elle est située à 37 km du chef-lieu de la wilaya dont le chef lieu est taindlest.

### Localités de la commune
Depuis le découpage administratif de 1984, la commune d'Aït Khellili est constituée des localités suivantes

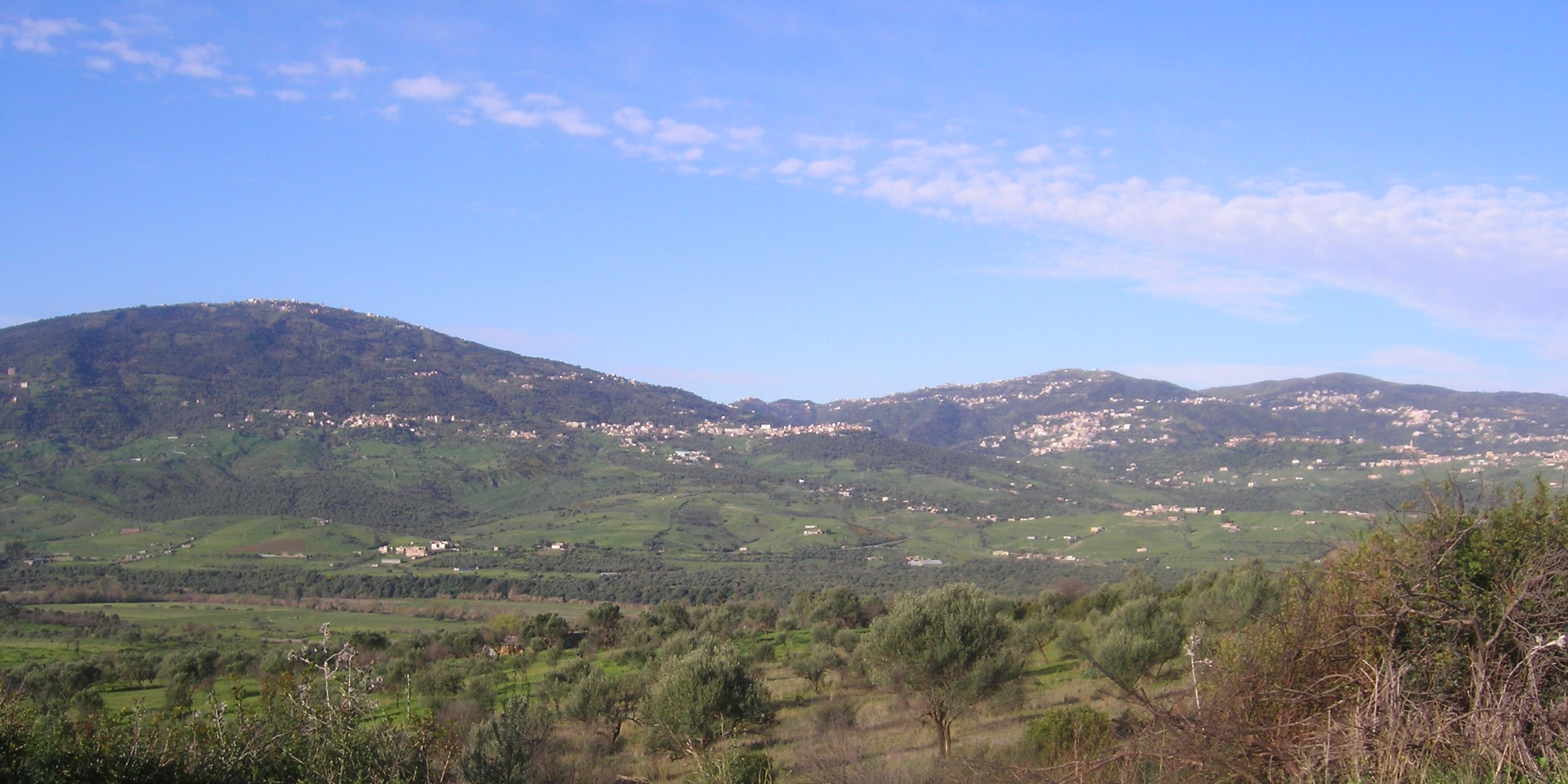
Vue des villages d'Aït Khellili.

• Agoulmim (chef-lieu) 
- taindlest
- Aït Kheïr (At Xir)
- Akerrou (Aqerru)
- Bouachir (Buɛacir)
- Bouyala (Buyaɛla)
- El Kelâa (Lqelɛa)
- Hadjadj (Ḥeǧaǧ)
- Hicham
- Aït Dih
- Megheira (Mɣira)
- Sahel (Ssaḥel)
- Tizi Bouaman

## Climat
Le climat est tempéré du fait des montagnes environnantes. L’hiver est froid. L'automne est pluvieux. L'été est sec, ce qui fait peser le risque de feux de forêts.

## Histoire
Des sources font état de ruines romaines antiques dans la commune. En 2016, un citoyen du village de Megheira découvre dans sa propriété des dalles antiques témoignant de la présence romaine.

## Économie
Une carrière de roche se trouve dans le village de Taindlest.
En 2012, la commune compte 185 petites et moyennes entreprises enregistrées.
En 2004, deux unités de soin sont implantées dans la commune, plus précisément dans les villages d'Aït Kheir et Akerrou.

### Poterie
Historiquement, cette commune est dotée d'une industrie de la poterie et est également reconnue pour sa production de céramique.
Le savoir-faire potier est notamment développé dans le village d'Aït Kheïr, qui accueille d'ailleurs un Salon de poterie le 1er septembre 2016.